# 間崎万里
間崎 万里（まざき まさと、1888年6月17日 - 1964年9月15日）は、日本の西洋史学者。慶應義塾大学名誉教授。西洋古代史からイギリス自治領民族主義まで幅広く研究し、日本の西洋史学界に大きな貢献をした。松本芳夫、松本信廣とともに「三田史学科の三羽烏」と賞された。

## 略歴
高知県幡多郡西土佐村（現・四万十市）出身。1914年慶應義塾大学文学部史学科卒業。慶應義塾普通部教員、同大学予科教員を経て、1925年ヨーロッパに留学。1929年慶應義塾大学文学部教授。1945年「英国自治領民族国の成立に就て」で文学博士。1946年から1948年の間は文学部長を務めた。1962年定年退職、名誉教授となる。この間、1952年日本西洋史学会創立に尽力。

## 主著

### 編著
- 『西洋史教材 最近世英文資料篇』（丸善、1939年）
- 『史学概論』（慶應義塾大学通信教育部、1955年）
- 『世界史の基礎』（旺文社 高校基礎シリーズ、1955年）
- 『世界史の完全整理』（旺文社 大学入試完全整理叢書、1957年）
- 『世界史の総合整理 大学入試』（旺文社、1959年）

共著
- （藤原守胤、 菊池謙一）『アングロサクソン民族』（六盟館、1943年）

### 翻訳
- ベルンハルト・フュルスト・フオン・ビュロー『独逸外交政策 附・ウイルヘルム第二世治下の独逸』（博文館、1914年）
- エルズワース・ハンチングトン『気候と文明』（中外文化協会、1922年。岩波文庫、1938年）
- ブルクハルト『ルネツサンスの文化』（國民図書、1925年）
- ブレステド『古代文化史』（刀江書院、1933年）
- リシェ『綜合文化史論』（刀江書院、1933年 - 1935年）
- ヴオルフ『民族文化史』（刀江書院、1934年）

## 論文
- <間崎万里